# Nordmannslågen
Nordmannslågen és un llac situat al municipi d'Eidfjord, al comtat de Hordaland, Noruega. Amb 11,09 quilòmetres quadrats, és el llac més gran del comtat de Hordaland. El llac es troba al gran altiplà de Hardangervidda a la part central del Parc Nacional de Hardangervidda. El llac es troba a uns 35 quilòmetres al sud-est de la localitat d'Eidfjord i prop de 50 quilòmetres al nord-est de la ciutat d'Odda. És part de la capçalera del riu Numedalslågen.